# Club Tiro Federal y Deportivo Morteros
O Club Tiro Federal y Deportivo Morteros, simplesmente conhecido como Tiro Federal de Morteros, é um clube desportivo argentino sediado na cidade de Morteros, na província de Córdoba.

## História
Fundado em 1 de janeiro de 1940 como resultado da fusão de três entidades desportivas: Club Sportivo Independiente, Lawn Tenis Club Morteros e Club Atlético Morteros, inicialmente denominado "Sport Club Morteros". Em 15 de setembro de 1941, após a construção de um polígono de tiro e a necessidade de reforma estatutária, o clube mudou seu nome para Tiro Federal y Deportivo Morteros durante uma Assembleia Geral Extraordinária. O clube celebrou seus 85 anos de existência em 2025, com eventos que incluíram a inauguração de um "pasillo del recuerdo" e um museu temporário exibindo fotos, atas, equipamentos esportivos, uniformes e livros históricos. A celebração ocorreu no salón Miguel Rojo, com a presença de ex-atletas, diretores, autoridades atuais, funcionários, oficiais municipais e o público em geral, sob a presidência de Luciano Monetti. O museu foi inicialmente exibido no restaurante do clube até domingo e depois transferido para o museu regional "Angel Molli" por um mês. Figuras notáveis incluem Nolberto Gutiérrez, o primeiro professor de educação física contratado em 1966, que atuou como salva-vidas na piscina do clube, e Sergio Armesto, envolvido em tênis, futebol e natação.
Ao longo de mais de 80 anos, o clube cresceu de forma constante, refletindo o desenvolvimento de sua comunidade e adicionando novas atividades esportivas e recreativas com base nos interesses dos membros. Em 1989, foi criada a Asociación Mutual del Club Tiro Federal y Deportivo Morteros, uma iniciativa de um grupo de sócios para apoiar as atividades do clube, oferecendo serviços como ajuda econômica, poupança mutual, cobrança de impostos, turismo e apoio ao jardim infantil. A mutual foi inaugurada em 7 de maio de 1989 e, em 30 de agosto de 1998, inaugurou sua própria sede. Hoje, é uma instituição modelo com filiais em Brinkmann, Eusebia, Marull e Miramar.

### Escudo
O escudo do clube apresenta um fundo branco, contorno azul e as letras TFDM, incluindo três anéis entrelaçados (verde, vermelho e preto) que representam os clubes fundadores.

## Instalações
Desde 2013, o clube passou por melhorias significativas em sua infraestrutura, incluindo a instalação de piso flutuante, arquibancadas e vestiários considerados entre os melhores do país, especialmente após a compra de uma vaga na Liga Argentina de basquete. O clube gerencia uma propriedade de 25 hectares, adquirida por meio de compras sucessivas a partir de 1940, com a última adição em 1992. As instalações incluem um natatório (o primeiro da zona, com piscina aquecida inaugurada em 2011), cinco canchas de tênis de tijolo, um ginásio remodelado em 2007, canchas de vôlei de praia, quinchos, churrasqueiras, o salão de eventos Viejo Galpón, um amplo bosque com áreas verdes, pista de mountain bike, escola de verão e o Jardim Materno Infantil Chocolatín.

## Futebol
O clube pratica futebol masculino e feminino desde sua fundação, com participação inicial em futebol, entre outros esportes. Uma conquista notável foi a ascensão ao Torneo Argentino B em 2007, após sucesso no Nacional C, com a inauguração do novo estádio de futebol no mesmo ano. Desde 1993, organiza o torneio de futebol infantil "Argentinito", que em 2024 incluiu pela primeira vez categorias masculinas e femininas, consolidando-se como um evento esportivo e social de importância nacional.

## Basquetebol
O Club Tiro Federal y Deportivo Morteros competiu na Liga Argentina de basquete por sete anos, com foco em uma estratégia defensiva que mantinha os adversários com baixas pontuações e um estilo ofensivo baseado em jogadas ordenadas e passes extras. Sob o comando do treinador Gustavo Lucatto desde 2013, que entrou em sua oitava temporada consecutiva na temporada 2020-2021, o time enfrentou desafios orçamentários limitados, reconstruindo o elenco anualmente com agentes livres e jogadores Sub-23 como Tomás Lucero. O clube contava com o patrocínio principal da Balsuar e priorizava a preservação da vaga na liga em temporadas recentes. Conquistas incluem o campeonato da Liga Provincial de Básquet Categoría "A" em 2008 e na temporada 2011/2012, levando à participação no Torneo Federal.
Uma vitória notável foi contra o Oberá Tenis Club, líder da Conferencia Norte, por 80 a 74, com destaque para Eric Kibi (29 pontos, 8 rebotes), Tomás Lucero (11 pontos) e outros como Franco Lombardi e Agustín Busso. Essa foi a segunda vitória consecutiva do time na segunda fase da liga, após uma sequência de dez derrotas. No entanto, o clube abandonou a Liga Argentina devido a razões econômicas, optando por sanear suas contas, e foi substituído pelo Independiente de Oliva. O clube organiza eventos recreativos como "Magichicos", "Súper Mosquito" e "El Charabón", torneios infantis de basquete que atraem participantes de todo o país.

## Outras atividades
Além do basquete e futebol, o clube oferece mais de 15 atividades esportivas para todas as idades, incluindo tênis, natação (dominando torneios provinciais em Córdoba por mais de 12 anos), ginástica artística (competitiva e recreativa), pádel, vôlei, patinação, zumba, dança (clássica, folclore e tango), educação física, atletismo, ciclismo, boxe, bochas, automobilismo e patinação artística e competitiva. O clube tem histórico de conquistas regionais, provinciais e nacionais em tênis, bochas, pádel, ginástica e patinação. Eventos incluem o "Torneo Doble Damas" de tênis, que atrai centenas de jogadoras anualmente, e o Festival Folclórico de Morteros, realizado por 43 edições a partir de 1968. Com engajamento comunitário, o clube promove formação de jovens atletas e serve como espaço para aprendizado, compartilhamento e fortalecimento da comunidade.